# Resident (Polen)
Mit der Bezeichnung Resident (rezydent) werden in Polen  nach Art. 2 Abs. 1 Nr. 1 a) des polnischen Devisenrechts die natürlichen Personen, die einen Wohnort in Polen haben, sowie die juristischen Personen und andere Träger, die ihren Sitz in Polen und dort ihre  Geschäftsfähigkeit haben, definiert. Die Unternehmen, Vertretungen oder Filialen, die sich in Polen befinden und die von Nicht-Residenten gegründet sind, werden auch Resident genannt.